# Carybé

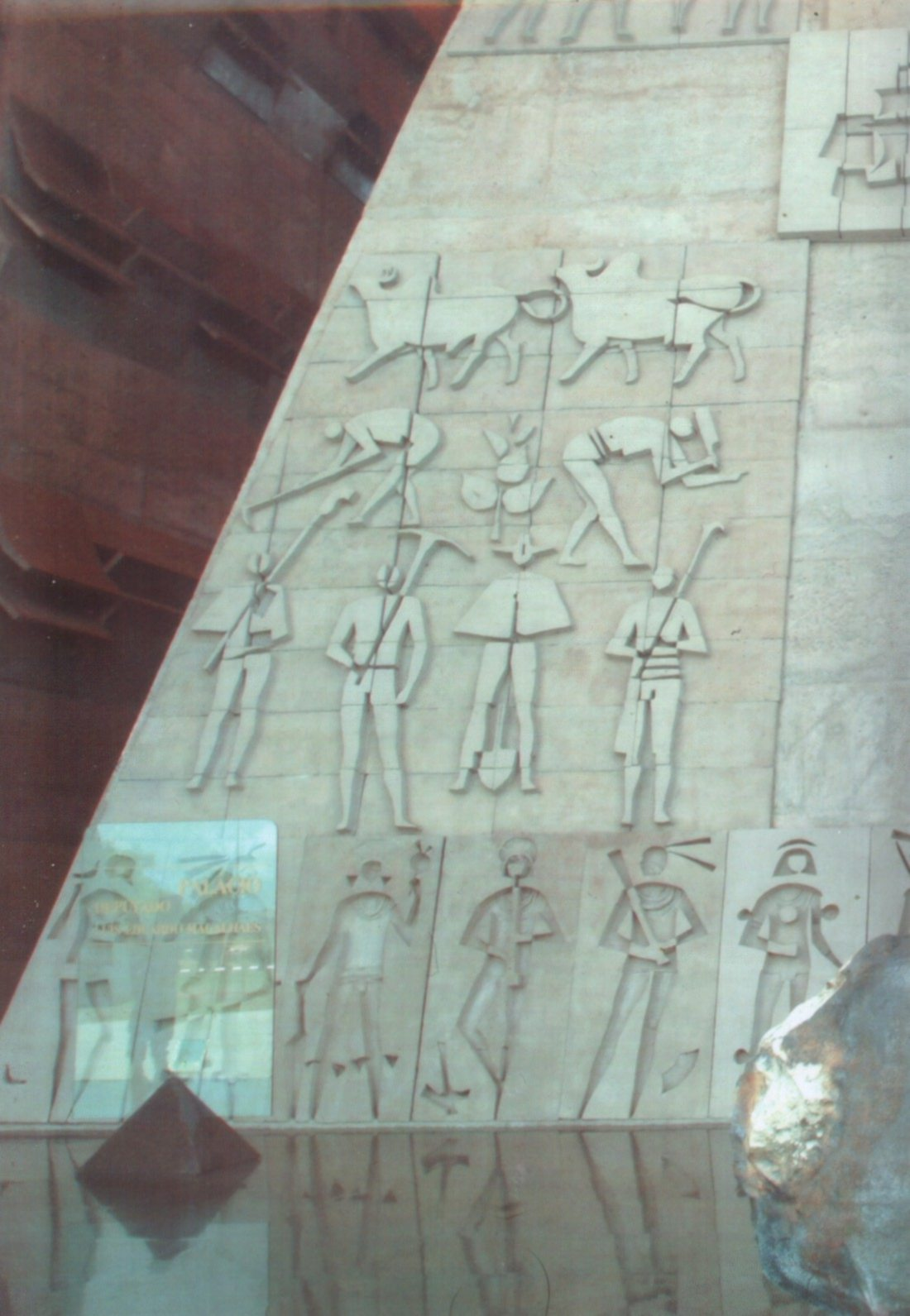
Carybé, Assembléia Legislativa do Estado da Bahia

Héctor Julio Páride Bernabó o Carybé (Lanús, 7 de febrero de 1911-Salvador de Bahía, 2 de octubre de 1997) fue un pintor, grabador, dibujante, ilustrador, ceramista, escultor, muralista, investigador, historiador y periodista argentino que se estableció en Brasil y adoptó la nacionalidad brasileña.

## Biografía

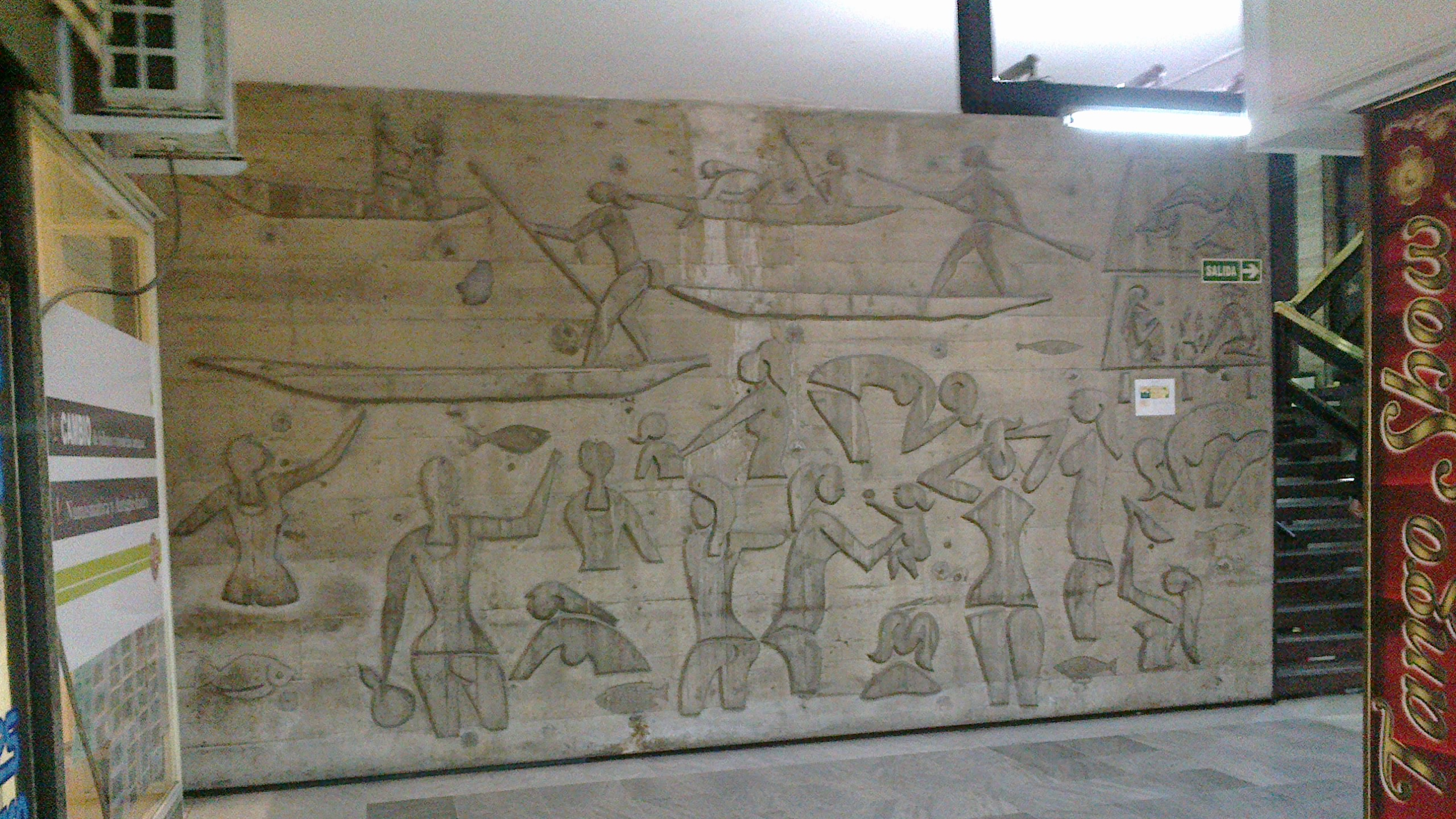
Mural en Buenos Aires.

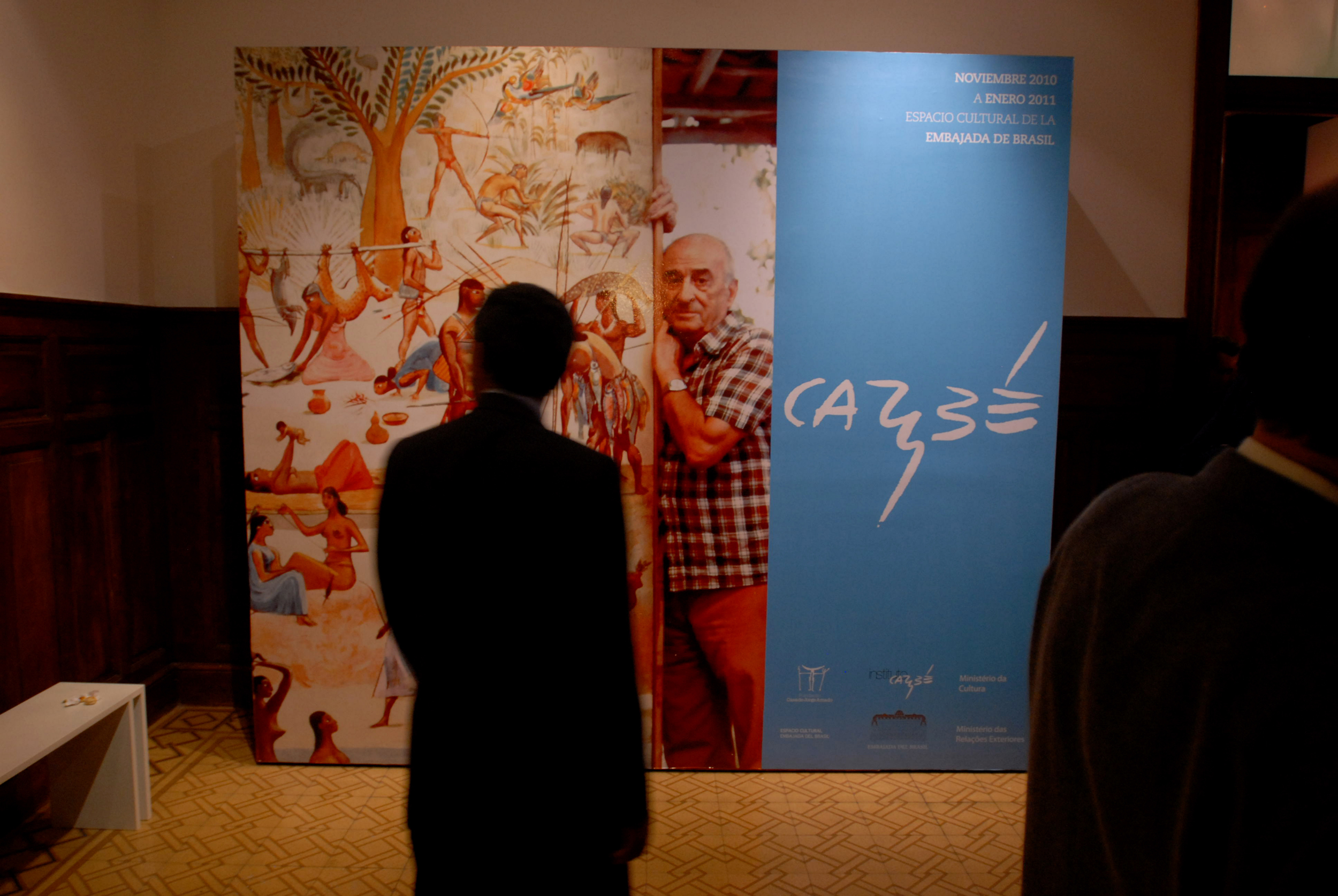
Muestra retrospectiva de Carybé en la embajada brasileña en Buenos Aires; la primera en suelo porteño después de su muerte en 1997

El espíritu aventurero de su padre italiano Enea y el amor por la tierra de su madre Constantina González, argentina hija de brasileños, lo llevaron a recorrer distintos países.
Durante el tiempo que vivió en Río de Janeiro fue “scout”. Ahí, era costumbre que los scouts recibieran el nombre de algún tipo de pez. Él recibió el apodo de Carybé (un tipo de piraña), el cual utilizó como un alias en lugar de su primer nombre, que era muy parecido al de su hermano, quien también era artista.
Creó cinco mil piezas de arte, entre pinturas, dibujos, esculturas y bosquejos. Ilustró libros de Jorge Amado y la obra Cien años de soledad de Gabriel García Márquez. Fue Obá de Xangô, puesto honorífico del candomblé. Murió a causa de una insuficiencia cardíaca durante una sesión en un terreno de candomblé.
Una parte de la obra de Carybé se encuentra en el Museo Afrobrasileño de Salvador: son 27 paneles representando a los orixás del candomblé de Bahía. Cada panel muestra a un orixá con sus armas y su animal de adoración. Fueron pintados en madera de cedro, con grabados e incrustaciones de materiales diversos. Estos paneles fueron encargados por el antiguo Banco da Bahia S.A., el ahora Banco BBM S.A., que en 1968 los instaló en su agencia de la Avenida Sete de Setembro.
Carybé produjo más de 5.000 obras y expresó su arte a través de pinturas, grabados, ilustraciones, tallados en madera, mosaicos y murales.

### Carybé - Murales en el Aeropuerto Internacional de Miami
American Airlines, Odebrecht y el Departamento de Aviación de Miami-Dade se han unido para traer un tesoro del arte latinoamericano al Aeropuerto Internacional de Miami. Esta colaboración resultará en una de las más importantes contribuciones al Condado de Miami-Dade, al traer el arte del artista brasileño Carybé a la "Puerta de las Américas".
Los murales de Carybé, dos de las obras de arte público más icónicas del sector aeronáutico de EE. UU., estuvieron en exhibición, desde 1960, en la terminal de American Airlines en el Aeropuerto JFK de Nueva York. Los murales de 5x16.15 metros le fueron encomendados cuando Carybé ganó el primer y segundo premio en un concurso para crear obras de arte público para el aeropuerto.
Tras conocer acerca de la demolición de la terminal, Odebrecht, una compañía brasileña con fuertes lazos con Carybé, emprendió la iniciativa de rescatar los murales del artista mediante una asociación con American Airlines.
American Airlines ha donado los murales al Condado de Miami-Dade y Odebrecht ha invertido en un proyecto para extraer, restaurar, transportar e instalar los murales en el Aeropuerto Internacional de Miami. Cuando expertos en Nueva York finalicen el proceso de restauración en el 2009, los murales quedarán en exhibición permanente en la nueva Terminal Sur del Aeropuerto Internacional de Miami (MIA, por sus siglas en inglés), construida por Odebrecht como parte de un Joint Venture.
El mural "Regocijo y festival de las Américas" representa coloridas escenas de populares festivales a lo largo de las Américas. "Descubrimiento y colonización del Oeste", por su lado, plasma el viaje de los pioneros hacia el Oeste Americano.
Tal como sucede con la diversa cultura de Miami, el arte de Carybé refleja de muchas maneras el sabor multiétnico de la ciudad. Su obra está impregnada de los colores vibrantes, de la rica cultura y de las tradiciones religiosas místicas de Bahía, Brasil.
Su celebración por la vida y su respeto de la diversidad cultural son cualidades que comparte con la comunidad de Miami y hacen del Aeropuerto Internacional de Miami el hogar perfecto para sus murales.

## Estudios
- 1925: Inicia sus actividades artísticas asistiendo al taller de cerámica de su hermano mayor, Arnaldo Bernabó, en Río de Janeiro.
- 1927-1929: Asiste a la Escuela Nacional de Bellas Artes - Enba, en Río de Janeiro.
- 1958: Recibe una beca de estudios en Nueva York, EE. UU.

## Cronología
- 1919: Se muda a Brasil.

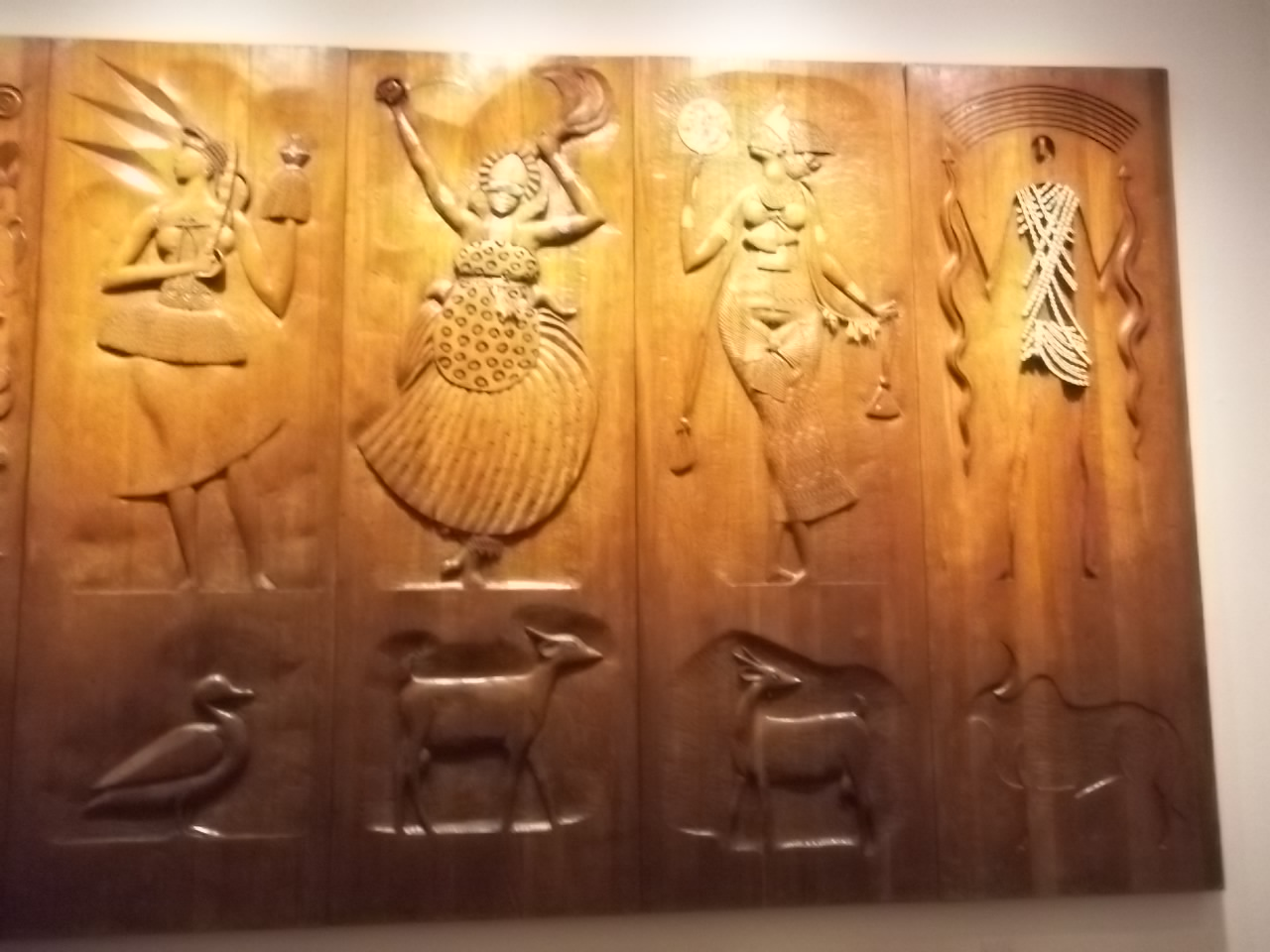
Tallas en cedro de Carybé, representando los orixás del candomblé de Bahía, en el Museo Afro-Brasileiro de Salvador de Bahía.

- 1921: El grupo de exploradores Clube do Flamengo lo bautiza con el nombre Carybé, en Río de Janeiro.
- 1927-1929: Realiza estudios en la Escuela Nacional de Bellas Artes en Río de Janeiro.
- 1930: Trabaja para el periódico Noticias Gráficas en Buenos Aires, Argentina.
- 1935-1936: Trabaja con el escritor Julio Cortázar y como dibujante para el periódico El Diario.
- 1938: Es enviado a Salvador por el diario Prégon.
- 1939: Primera exposición colectiva, con el artista Clemente Moreau, en el Museo de Bellas Artes de Buenos Aires, Argentina. Ilustra el libro Macumba, Relatos de la tierra verde de Bernardo Kardon, publicado por la Editorial Tiempo Nuestro.
- 1940: Ilustra el libro Macunaíma de Mario de Andrade.
- 1941: Diseña el Almanaque Esso, cuyo pago le permite realizar un largo viaje por Uruguay, Brasil, Bolivia y Argentina.
- 1941-1942: Viaje de estudios por diversos países de América del Sur.
- 1942: Ilustración del libro La Carreta de Henrique Amorim, publicado por la Editorial El Ateneo (Buenos Aires, Argentina).
- 1943: Junto con Raul Brié, traduce al español el libro Macunaíma, de Mario de Andrade; crea las ilustraciones de las obras Maracatu, Motivos Típicos y Carnavalescos de Newton Freitas, publicada por la Editorial Pigmaleón, Luna Muerta de Manoel Castilla, publicada por la Editorial Schapire y Amores de Juventud de Casanova Callabero. También publica e ilustra Me voy al Norte de la revista trimestral Libertad Creadora y la Cámara Argentina del Libro le otorga el Primer Premio por la ilustración del libro Juvenília de Miguel Cané (Buenos Aires, Argentina).
- 1944: Ilustra los libros Poesía Completa de Walt Whitman y A Cabana do Pai Tomás, ambos publicados por la Editorial Schapire y Los Quatro Gigantes del Alma de Mira y López, Salvador, BA; asiste a clases de capoeira, visita reuniones de candomblé y realiza dibujos y pinturas.
- 1945: Hace las ilustraciones del libro Robinson Crusoe de Daniel Defoe, para la Editorial Viau.
- 1946: Ayuda a montar el periódico Tribuna da Imprensa en Río de Janeiro.
- 1947: Trabaja para el periódico O Diário Carioca en Río de Janeiro.
- 1948: Crea textos e ilustraciones para el libro Ajtuss, Ediciones Botella al Mar (Buenos Aires, Argentina).
- 1949-1950: Es invitado por Carlos Lacerda para trabajar en la Tribuna da Imprensa, en Río de Janeiro.
- 1950: Invitado por el Secretario de Educación, Anísio Teixeira, se muda a Bahía y crea dos paneles para el Centro Educativo Carneiro Ribeiro en Salvador, Bahía.
- 1950-1997: Establece su residencia en Salvador, Bahía.
- 1950-1960: Participa activamente en el movimiento de renovación de las artes plásticas, junto a Mario Cravo Junior, Genaro de Carvalho y Jenner Augusto.
- 1951: Crea textos e ilustraciones para las obras Coleção Recôncavo publicada por Tipografia Beneditina e ilustraciones para el libro Bahia, Imagens de Terra e do Povo, de Odorico Tavares, publicado por la Editorial José Olimpo de Río de Janeiro. Por este último trabajo recibe la medalla de oro en la 1.ª Bienal de Libros y Artes Gráficas.
- 1952: Realiza cerca de 1600 dibujos para las escenas de la película O Cangaceiro, de Lima Barreto. También se desempeña como director artístico y aparece como extra en la película (Sao Paulo, SP).
- 1953: Ilustración del libro A Borboleta Amarela, de Rubem Braga, publicado por José Olímpio (Río de Janeiro, RJ).
- 1955: Ilustra la obra O Torso da Baiana, editada por el Museo de Arte Moderno de Bahía.
- 1957: Adopta la nacionalidad brasileña; hace grabados, con diseños originales, para la edición especial del libro Macunaíma, de Mario de Andrade, publicado por la Sociedad de los 100 Bibliófilos de Brasil.
- 1958: Crea un mural con pintura al óleo para la oficina de Petrobras en Nueva York, EE. UU. Ilustra el libro As Três Mulheres de Xangô, de Zora Seljan, publicado por la Editorial G. R. D. (Río de Janeiro, RJ).
- 1959: Participa en el concurso del proyecto de paneles para el Aeropuerto John F. Kennedy, en Nueva York, EE. UU., haciéndose acreedor del primer y segundo premio.
- 1961: Ilustra el libro Jubiabá, de Jorge Amado, Editorial Martins Fontes (Sao Paulo, SP).
- 1963: Recibe el título de Ciudadano Honorario de Salvador, Bahía.
- 1965: Ilustra A Muito Leal e Heróica Cidade de São Sebastião do Rio de Janeiro, obra publicada por la Editorial Raymundo Castro Maya (Río de Janeiro, RJ).
- 1966: Junto a Jorge Amado, escribe en coautoría Bahia, Boa Terra Bahia, Editorial Image (Río de Janeiro, RJ). También escribe e ilustra el libro Olha o Boi publicado por la Editorial Cultrix (Sao Paulo, SP).
- 1967: Recibe el Premio Odorico Tavares a Mejor Artista Plástico de 1967, en un concurso organizado por el gobierno del estado para estimular el desarrollo de las artes plásticas en Bahía. Hace los paneles Orixás para el Banco da Bahia (actualmente están en el Museo Afrobrasileño UFBA) (Salvador, BA).
- 1968: Ilustra los libros Carta de Pero Vaz de Caminha ao Rei Dom Manuel, Editorial Sabiá (Río de Janeiro) y Capoeira Angolana de Waldeloir Rego, Editorial Itapoa (Bahía).
- 1969: Crea las ilustraciones para el libro Ninguém Escreve ao Coronel (El coronel no tiene quién le escriba) de Gabriel García Márquez, Editorial Sabiá (Río de Janeiro, RJ).
- 1970: Ilustra los libros O Enterro do Diabo y Os Funerais de Mamãe Grande publicados por la Editorial Sabiá (Río de Janeiro, RJ). Ilustra el libro Agotimé, her Legend, de Judith Gleason, publicado por Grossman Publishers (Nueva York, EE. UU.)
- 1971: Ilustra los libros Cien años de soledad de Gabriel García Márquez y La Casa Verde de Mario Vargas Llosa, ambos publicados por la Editorial Sabiá (Río de Janeiro, RJ). Crea textos e ilustraciones para el libro Candomblé da Bahia, publicado por la Editorial Brunner (Sao Paulo, SP).
- 1973: Ilustraciones para el libro A Incrível e Triste História de Cândida Erendira e sua Avó Desalmada de Gabriel García Márquez (Río de Janeiro, RJ). Pinta el mural para la Asamblea Legislativa y el panel para la Secretaría del Tesoro del Estado de Bahía.
- 1974: Realiza grabados en madera para el libro Visitações da Bahia, publicado por la Editorial Onile.
- 1976: Ilustra el libro O Gato Malhado e a Andorinha Sinhá: uma história de amor, de Jorge Amado (Salvador, BA). Recibe el grado de Caballero de la Orden al Mérito de Bahía.
- 1977: Recibe la Distinción al Mérito Espiritual del Culto Afro-Brasileño, Xangô das Pedrinhas ao Obá de Xangô Carybé (Magé, RJ).
- 1978: Realiza la escultura en concreto Oxóssi, en el Parque Catacumba. Ilustra el libro A Morte e a Morte de Quincas Berro D'Água, de Jorge Amado, publicado por Ediciones Alumbramiento (Río de Janeiro, RJ).
- 1979: Realiza grabados en madera para el libro Sete Lendas Africanas da Bahia, publicado por la Editorial Onile.
- 1980: Diseña el vestuario y escenografía para el ballet Quincas Berro D'Água, en el Teatro Municipal de Río de Janeiro.
- 1981: Publicación del libro Iconografía dos Deuses Africanos no Candomblé da Bahia (Ed. Raízes), luego de treinta años de investigación.
- 1982: Recibe el título de doctor honoris causa de la Universidad Federal de Bahía.
- 1983: Crea el panel para la Embajada de Brasil en Lagos, Nigeria.
- 1984: Recibe la recomendación Jerônimo Monteiro - Grado de Caballero (Espíritu Santo). Recibe la Medalla Castro Alves al Mérito, otorgada por la Academia de Artes y Letras de la UFBA. Crea la escultura Homenaje a la mujer bahiana, en bronce, en el Centro Comercial Iguatemi (Salvador, BA).
- 1985: Diseña el vestuario y escenario para La Bohéme, en el Teatro Castro Alves. Ilustra el libro Lendas Africanas dos Orixás, de Pierre Verger, publicado por la Editorial Currupio.
- 1992: Ilustra el libro O sumiço da santa: uma história de feitiçaria, de Jorge Amado (Río de Janeiro, RJ).
- 1995: Ilustración del libro O uso das plantas na sociedade iorubá, de Pierre Verger (Sao Paulo, SP).
- 1996: Realización del cortometraje Capeta Carybé, de Agnaldo Siri Azevedo, adaptación del libro O Capeta Carybé, de Jorge Amado, acerca del artista Carybé, quien nació en Argentina y se convirtió en el más bahiano de todos los brasileros.
- 1997: Ilustración del libro Poesías de Castro Alves.

## Exposiciones
Individuales:
- 1943: Buenos Aires (Argentina) - Primera individual, en la Galería Nordiska
- 1944: Salta (Argentina), en el Consejo General de Educación
- 1945: Salta (Argentina) - Salta (Argentina) - en Amigos del Arte, Buenos Aires (Argentina) - Motivos de América en la Galería Amauta, Río de Janeiro RJ - Individual en el IAB/RJ
- 1947: Salta (Argentina) - en la Agrupación Cultural Femenina
- 1950: Salvador BA - Primera individual en Bahía, en el Bar Anjo Azul; Sao Paulo SP - en el MASP
- 1952: Sao Paulo SP - en el MAM/SP
- 1954: Salvador BA - en la Galería Oxumaré
- 1957: Nueva York (EE. UU.) - en la Bodley Gallery; Buenos Aires (Argentina) - en la Galería Bonino
- 1958: Nueva York (EE. UU.) - en la Bodley Gallery
- 1962: Salvador BA - en el MAM/BA
- 1963: Río de Janeiro RJ - en la Galería Bonino
- 1965: Río de Janeiro RJ - en la Galería Bonino
- 1966: Sao Paulo SP - en la Galería Astrea
- 1967: Río de Janeiro RJ - en la Galería Santa Rosa * 1969: Londres (Inglaterra) - Aerolíneas Varig
- 1970: Río de Janeiro RJ - en la Galería da Praça
- 1971: Río de Janeiro RJ - MAM/RJ, Sao Paulo SP – en A Galeria; Belo Horizonte MG, Brasilia D.F., Curitiba PR, Florianópolis SC, Porto Alegre RS, Río de Janeiro RJ y Sao Paulo SP – el Panel de los Orixás (gira de exhibición), en la Casa de la Cultura en Belo Horizonte, en el MAM/DF, en la Biblioteca Pública de Paraná, en la Asamblea Legislativa del Estado de Santa Catarina, en la Asamblea Legislativa de Río Grande del Sur, en el MAM/RJ y en el MAM/SP
- 1972: El Panel de los Orixás en Fortaleza CE, en el Museo de Arte de la Universidad Federal de Ceará y en Recife PE, en el Teatro Santa Isabel
- 1973: Sao Paulo SP – en A Galeria
- 1976: Salvador, BA, en la Iglesia del Convento de Nossa Senhora do Carmo
- 1980: Sao Paulo SP – en A Galeria
- 1981: Lisboa (Portugal) - en el Cassino Estoril
- 1982: Sao Paulo SP - Galería de Arte Renot, Sao Paulo SP – en A Galeria
- 1983: Nueva York (EE. UU.) - Iconografia dos Deuses Africanos no Candomblé da Bahia, en The Caribbean Cultural Center
- 1984: Filadelfia (EE. UU.) – en el Instituto de Artes de Filadelfia; México – en el Museo Nacional de las Culturas; Sao Paulo SP – en la Galería de Arte André
- 1986: Lisboa (Portugal) - en el Cassino Estoril; Salvador BA - As Artes de Carybé, en el Núcleo de Artes Desenbanco
- 1989: Lisboa (Portugal) – en el Cassino Estoril; Sao Paulo SP – en el MASP
- 1995: Sao Paulo SP – en la Galería de Arte Documenta, São Paulo SP – en la Galería Casa das Artes, Campinas SP – en la Galería Croqui, Curitiba PR – en la Galería de Arte Fraletti e Rubbo, Belo Horizonte MG - en la Galería de Arte Nuance, Foz de Iguazú PR – en la Galería de Arte Ita, Porto Alegre RS – en la Galería de Arte Bublitz Decaedro, Cuiabá MT – en la Galería Só Vi Arte, Goiânia GO – en la Galería de Arte Época, São Paulo SP – en la Artebela Galería Arte Molduras, Fortaleza CE – en la Galería Casa D'Arte, Salvador BA – en la Casa de Arte Oxum

Colectivas:
- 1939: Buenos Aires (Argentina) - Exhibición de Carybé y Clemente Moreau, en el Museo Municipal de Bellas Artes
- 1943: Buenos Aires (Argentina) - 29º Salón de Acuarelistas y Grabadores - primer premio
- 1946: Buenos Aires (Argentina) - Dibujos de Artistas Argentinos, en la Galería Kraft
- 1948: Washington (Estados Unidos) - Artistas de Argentina, en la Pan American Union Gallery
- 1949: Buenos Aires (Argentina) - Buenos Aires (Argentina) - Carybé y Gertrudis Chale, en la Galería Viau; Salvador BA – Salón Bahiano de Bellas Artes, en el Hotel Bahía
- 1950: Salvador BA - 2.º Salón Bahiano de Bellas Artes; Sao Paulo SP – en el MAM/SP
- 1951: Sao Paulo SP - 1.ª Bienal de Arte de Sao Paulo, en el Pabellón Trianon.
- 1952: Salvador BA - 3.er Salón Bahiano de Bellas Artes, en el Belvedere da Sé; Sao Paulo SP – en el MAM/SP
- 1953: Recife PE - Mario Cravo Junior y Carybé, en el Teatro Santa Isabel; Sao Paulo SP - 2.ª Bienal de Arte de Sao Paulo, en el MAM/SP
- 1954: Salvador BA - 4.º Salón Bahiano de Bellas Artes, en el Hotel Bahía - medalla de bronce
- 1955: Sao Paulo SP - 3.ª Bienal de Arte de Sao Paulo, en el MAM/SP - primer premio de dibujo
- 1956: Salvador BA - Artistas Modernos de Bahía, en la Galería Oxumaré; Venecia (Italia) - 28.ª Bienal de Venecia
- 1957: Río de Janeiro RJ - 6.ª Exposición Nacional de Arte Moderno; Sao Paulo SP - Artistas de Bahía, en el MAM/SP
- 1958: San Francisco (EE. UU.) - Obras de Artistas Brasileños, en los Museos de Bellas Artes de San Francisco, Washington y Nueva York (EE. UU.) - Obras de Artistas Brasileños, en el Pan American Union y en el MoMA
- 1959: Seattle (EE. UU.) - 30.ª Exposición Internacional, en el Museo de Arte de Seattle; Salvador BA - Artistas Modernos de Bahía, en la Escuela de Odontología
- 1961: Sao Paulo SP - 6.ª Bienal de Arte de Sao Paulo, en el MAM/SP - sala especial
- 1963: Lagos (Nigeria) - Artistas Contemporáneos Brasileños, en el Museo Nigeriano; Sao Paulo SP - 7.ª Bienal de Arte de Sao Paulo, en la Fundación Bienal
- 1964: Salvador BA - Exposición de Navidad, en la Galería Querino
- 1966: Bagdad (Irak) - Colectiva auspiciada por la Fundación Calouste Gulbenkian; Madrid (España) - Artistas de Bahía, en el Instituto de Cultura Hispánica; Roma (Italia) – en el Palacio Piero Cartona; Salvador BA - 1.ª Bienal Nacional de Artes Plásticas (Bienal de Bahía) - sala especial; Salvador BA, Dibujantes de Bahía, en la Galería Convivium
- 1967: Salvador BA - Exposición de Navidad en la Galería de Arte Panorama; Sao Paulo SP - Artistas de Bahía, en A Galería
- 1968: Sao Paulo SP - Artistas bahianos, en A Galería
- 1969: Londres (Inglaterra) – en la Tryon Gallery; Sao Paulo SP - 1.er Panorama del Arte Actual Brasileño en el MAM/SP; Sao Paulo SP - Carybé, Carlos Bastos y Mario Cravo Jr., en la Galería de Arte Portal
- 1970: Liverpool (Inglaterra) - 12 Artistas Brasileños Contemporáneos, en la Universidad de Liverpool; Río de Janeiro RJ - Pintores de Bahía, en la Galería Marte 21; Exposición de reinauguración de la Galería de Arte Panorama; Porto Alegre RS - Colección del Museo de Arte Moderno de Sao Paulo, en la Escuela de Arte de la UFRGS; Sao Paulo SP - Exposición de Navidad, en la Galería Irlandini
- 1971: Sao Paulo SP - 11.ª Bienal de Arte de Sao Paulo, en la Fundación Bienal - sala especial; Sao Paulo SP - 3.er Panorama de Arte Actual Brasileño, en el MAM/SP
- 1972: Sao Paulo SP - Arte/Brasil/Hoy: 50 años después, en la Galería da Collectio; Recife PE - Arte Bahiano Hoy, en el Hotel Miramar; Sao Paulo SP - 50 años del Arte Moderno en Brasil, en A Galería
- 1973: Salvador BA - 150 Años de Pinturas en Bahía, en el MAM/BA; Sao Paulo SP - 12.ª Bienal de Arte de Sao Paulo, en la Fundación Bienal – sala especial; Tokio, Atami, Osaka (Japón), Sao Paulo SP, Río de Janeiro RJ y Brasilia DF - 1.ª Exposición de Bellas Artes Brasil-Japón – medalla de oro; Sao Paulo SP - Carybé y Ramiro Bernabó, en A Galería; Belo Horizonte MG - Jorge Amado y los Artistas de Teresa Batista Cansada de Guerra, en la Galería de Arte Ami
- 1974: Salvador BA – Artes Plásticas de Bahía; Salvador BA – Sala de Arte del Club de Ingeniería de Bahía
- 1975: Río de Janeiro RJ - Carybé y Aldemir Martins, en la Mini Gallery; Salvador BA – Feria de Bahía; Tokio, Atami, Osaka (Japón), Sao Paulo SP, Río de Janeiro RJ y Brasilia DF - 2.ª Exposición de Bellas Artes Brasil-Japón
- 1976: Sao Paulo SP - Carybé y Preti, en la Galería de Arte Grifo; Sao Paulo SP – Muestra de Arte, Grupo Financiero BBI; Tokio, Atami, Osaka (Japón), Sao Paulo SP, Río de Janeiro RJ y Brasilia DF - 3.ª Exposición de Bellas Artes Brasil-Japón
- 1979: Sao Paulo SP - 15.ª Bienal de Arte de Sao Paulo, en la Fundación Bienal; Tokio, Kioto, Atami (Japón), Río de Janeiro RJ y Sao Paulo SP – 4.ª Exposición de Bellas Artes Brasil-Japón
- 1980: Pintores Bahianos; Sao Paulo SP – Exposición de Arte Contemporáneo, en el Chapel Art Show; Lisboa (Portugal) – Semana de Bahía, en el Cassino Estoril; Fortaleza CE - 11 Artistas de Bahía, en la Universidad Federal de Ceará; Salvador BA – Grabados de la Colección Antonio Celestino, en el Museo Carlos Costa Pinto; Penápolis SP – 4.ª Exposición de Artes Plásticas del Nordeste, en la Fundación de Arte Penápolis – artista invitado
- 1981: Nekai, Tokio, Kioto, Atami (Japón), Brasilia DF, Río de Janeiro RJ y Sao Paulo SP – 5.ª Exposición de Bellas Artes Brasil-Japón
- 1982: Salvador BA – Arte Brasileño de la Colección Odorico Tavares, en el Museo Carlos Costa Pinto; Brasilia DF – Tres Artistas de Bahía, en el Centro Cultural Thomas Jefferson
- 1983: Salvador BA - Artistas Amigos do Bistrô do Luiz (Amigos artistas del Bistró de Luiz)
- 1984: Salvador BA - Influência de Mãe Menininha do Gantois na Cultura Baiana (La influencia de Mãe Menininha do Gantois en la Cultura Bahiana), en el Museo de Arte de Bahía; Fortaleza CE – Artistas de Bahía, en la Fundación Universitaria Edson Queiroz; Dakar (Senegal) – Artistas de Bahía, en la Galería Nacional; Aracajú SE – Colectiva de Artistas Bahianos, en la Galería de Arte J. Inácio, Sao Paulo SP – Tradición y Ruptura: la síntesis del arte y la cultura brasilera, en la Fundación Bienal
- 1985: San José (Costa Rica) – Colectiva de Arte Bahiano, en la Galería 2.000; Sao Paulo SP - 100 Obras Itaú, en el MASP
- 1986: Brasilia DF - Bahianos en Brasilia, en la Casa da Manchete
- 1986: Curitiba PR – Un Artista le Regala a la Ciudad, en el Solar do Barão
- 1986: Salvador BA - 39 Dibujos de la Colección Recôncavo, en el Museo de Arte de Bahía
- 1987: Salvador BA – Doce Artistas Brasileños, en la Galería Anarte
- 1987: Sao Paulo SP – 20.ª Exposición de Arte Contemporáneo, en el Chapel Art Show
- 1988: Salvador BA - Salvador BA – Las obras ilustradas de Jorge Amado, en la Fundação Casa de Jorge Amado
- 1988: Sao Paulo SP - 15 años de la Exhibición de Bellas Artes Brasil-Japón, en la Fundación Mokiti Okada
- 1988: Sao Paulo SP – Ritmos y Formas: arte brasileño contemporáneo, en SESC Pompéia
- 1989: Copenhague (Dinamarca) – Ritmos y Formas: arte brasileño contemporáneo, Museo Charlottenborg
- 1992: Santo André SP – Litograbado: métodos y conceptos, en el Paço Municipal; Zúrich (Suiza) - Brasilien: Entdeckung und Selbstentdeckung, en el Kunsthaus Zürich
- 1994: Sao Paulo SP - Grabados: sutilezas y misterios, técnicas de impresión, en la Pinacoteca del Estado
- 1996: Sao Paulo SP - Norfest 96: Artes Visuales, en el Centro Comercial D&D
- 1998: Sao Paulo SP - Impresiones: el arte del grabado brasileño, en el Espaço Cultural Banespa-Paulista; Sao Paulo SP – Paisajes Marítimos en las Grandes Colecciones de Sao Paulo, en el Espaço Cultural da Marinha
- 1999: Río de Janeiro RJ – Mostra Rio Gravura. Grabados Brasileños Modernos: la colección del Museo Nacional de Bellas Artes
- 1999: Salvador BA - 100 Artistas Plásticos de Bahía, en el Museu de Arte Sacra
- 1999: Sao Paulo SP – La Reconsagración del Arte, en el SESC Pompéia
- 1999: Sao Paulo SP - Cotidiano/Arte. O Consumo – Paratodos (Cotidiano/Arte. Consumo – Paratodos), en el Centro Cultural Itaú
- 1999: Sao Paulo SP - Cotidiano/Arte. O Consumo – Metamorfose do Consumo (Cotidiano/Arte. Consumo – La Metamorfosis del Consumo, en el Centro Cultural Itaú)
- 2000: Sao Paulo SP - Brasil + 500 Exposición del Redescubrimiento, en la Funcación Bienal
- 2001: Río de Janeiro RJ - Acuarela Brasileña, en el Centro Cultural Light
- 2001: Sao Paulo SP - 4 Décadas, en la Galería de Arte André
- 2001: Sao Paulo SP - Figuras y Caras, en A Galería

## Colecciones
- Colección del Banco Itaú - Sao Paulo SP
- Centro de Arte Moderno de la Fundación Calouste Gulbenkian - Lisboa (Portugal)
- Fundación Raymundo de Castro Maya - Río de Janeiro RJ
- MAM - Salvador BA
- MAM/SP - Sao Paulo SP
- MoMA - Nueva York (EE. UU.)
- Museo Afrobrasileño - Salvador BA
- Museo de la Ciudad - Salvador BA
- Museo Nacional de Arte Contemporáneo - Lisboa (Portugal)
- Museo de Arte de Bahía - Salvador BA
- Casa da Manchete - Río de Janeiro RJ
- Museo Rade - Reinbek (Alemania)
- Núcleo de Artes do Desenbanco - Salvador BA
- Pinacoteca Ruben Berta - Porto Alegre RS

## Tributos
Jorge Amado, en O Capeta Carybé, cuenta varias historias sobre su gran amigo Carybé, cuya riqueza de vida es casi ficción: aventuras de supervivencia, matrimonio, andanzas desde Buenos Aires, en la tierra que lo vio nacer, hasta Bahía. A través de sus obras, el artista registró escenas y ambientes muy brasileños, entre ellos pueblos de pescadores, bailarinas, salidas de la iglesia y vaqueros tomando un descanso. Su trabajo mostró Bahía al mundo. Por ello Jorge Amado se refiere a Carybé como "un extraordinario ejemplo en su arte, que recrea la realidad del país y de la vida popular que conoció igual que sólo unos pocos, por haberla vivido como ninguno".